# シアン酸ナトリウム
シアン酸ナトリウム（英: sodium cyanate）はナトリウムのシアン酸塩で、化学式NaOCNで表される無機化合物。

## 性質
無色ないし白色の結晶で、水に可溶。液体塩素や、エタノール・エーテル・ベンゼンなどの有機溶剤にわずかに溶ける。乾燥状態では安定しているが、加水分解により炭酸ナトリウム・炭酸アンモニウムと尿素、あるいはアンモニアとギ酸に分解する。
結晶中に含まれるシアン酸イオンは直線型で、結晶構造は歪んだ塩化ナトリウム型構造である。

## 生成
鉄またはニッケルを触媒としてシアン化ナトリウムと酸素との反応により生成する。また水溶液中で次亜塩素酸ナトリウムにより酸化されて生成し、この反応はシアン化物の分解処理に用いられる。
{\displaystyle {\ce {2NaCN\ + O2 -> 2NaOCN}}}
工業的には尿素と炭酸ナトリウムとをモル比2.47:1の割合で、550〜600℃の高温で反応させて製造する。
{\displaystyle {\ce {2CO(NH2)2\ + Na2CO3 -> 2NaOCN\ + 2NH3\ + CO2\ + H2O}}}

## 用途
有機合成原料や鋼の窒化処理、除草剤として使用される。日本では1957年3月30日に農薬登録を受け、「シアノット」「シアノン」などの商品名で販売されている。畑や林、果樹園、非農耕地の一年生雑草に茎葉に接触して枯らす。

## 安全性
日本の毒物及び劇物取締法では劇物に分類される。半数致死量（LD50）はラットへの経口投与で1,206mg/kg、ラットへの経皮投与で2,000mg/kg以上。熱に対して安定だが、600℃の高温に加熱すると猛毒のシアン化ナトリウムを生成する。また、高温でアンモニアを生成する場合もある。